# Meterana pictula
Meterana pictula é uma mariposa noctuídea endêmica da Nova Zelândia. Esta espécie foi classificada como em "estado de risco" pelo Departamento de Conservação.

## Taxonomia
Esta espécie foi descrita pela primeira vez no livro de Richard Taylor, Te Ika a Maui: or, New Zealand and its inhabitants em 1855. O nome da espécie, Dianthoecia pictula, foi listado como uma legenda da arte que ilustrava a mariposa. Adam White foi considerado o artista dessa arte e, como resultado, a autoria da espécie lhe foi atribuída. No entanto, Taylor não menciona White e, portanto, sob o Artigo 50.1.1 do Código Internacional de Nomenclatura Zoológica, Taylor deve ser atribuído como o autor da espécie. Em 1887, Edward Meyrick, pensando que estava descrevendo uma nova espécie, denominou essa mariposa Mamestra rhodopleura. Em 1898 e em 1928, George Vernon Hudson discutiu e ilustrou essa mariposa sob o nome de Melanchra rhodopleura.
O espécime holótipo desta espécie não foi localizado.

## Descrição
As larvas desta espécie medem aproximadamente 38 milímetros de comprimento e são coloridas com uma cor verde base e linhas vermelhas, amarelas e brancas. As mariposas adultas não possuem as marcações reniformes brancas proeminentes da espécie M. meyricci da Ilha Sul.

## Distribuição
Esta espécie é endêmica da Nova Zelândia. Foi registrada em Baía de Plenty, Hawke's Bay, Taupo, Wellington, Nelson e Fiordelândia.

## Ciclo de vida e comportamento
A pupa desta espécie existe em um casulo que reside embaixo do solo. Esta mariposa é uma espécie emergente do verão. O adulto está na ala em janeiro, mas pode ser visto até junho. Adultos da espécie são atraídos pelo açúcar.

## Espécie hospedeira e habitat
As espécies hospedeiras dessa mariposa notivaga são as espécies nativas da Nova Zelândia, formadoras de matas e arbustos de Pimelea. M. pictula prefere habitats abertos costeiros e alpinos. Pode ser encontrado na Ilha do Norte em habitats costeiros, montanhosos e alpinos, mas apenas em áreas costeiras da Ilha Sul.

## Estado de conservação
M. pictula é classificada como "Em risco" e "Em declínio" pelo sistema de classificação de ameaças do Departamento de Conservação.